# Judenau-Baumgarten
Judenau-Baumgarten è un comune austriaco di 2 229 abitanti nel distretto di Tulln, in Bassa Austria; ha lo status di comune mercato (Marktgemeinde).